# Entente anglo-russe

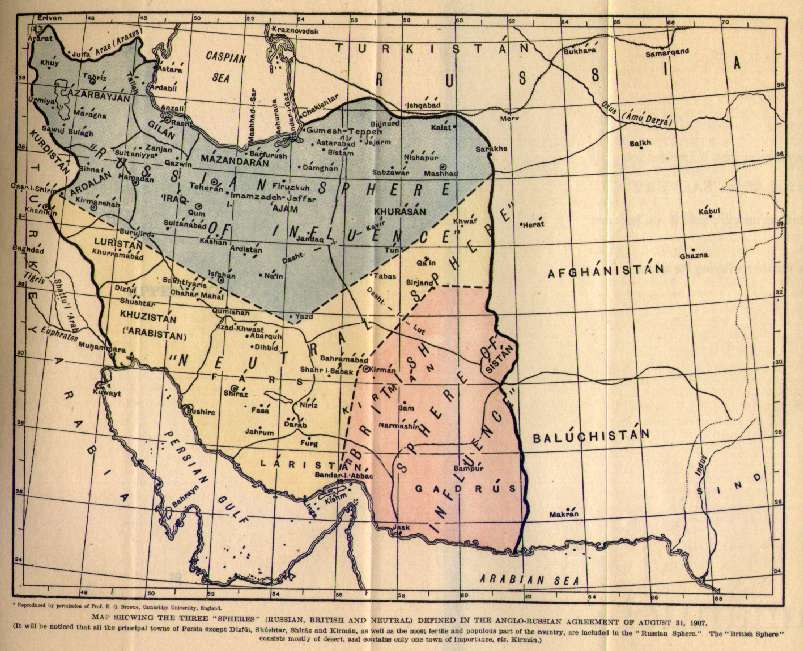
Zone d’influence de l'empire russe et de l'empire britannique en Perse.

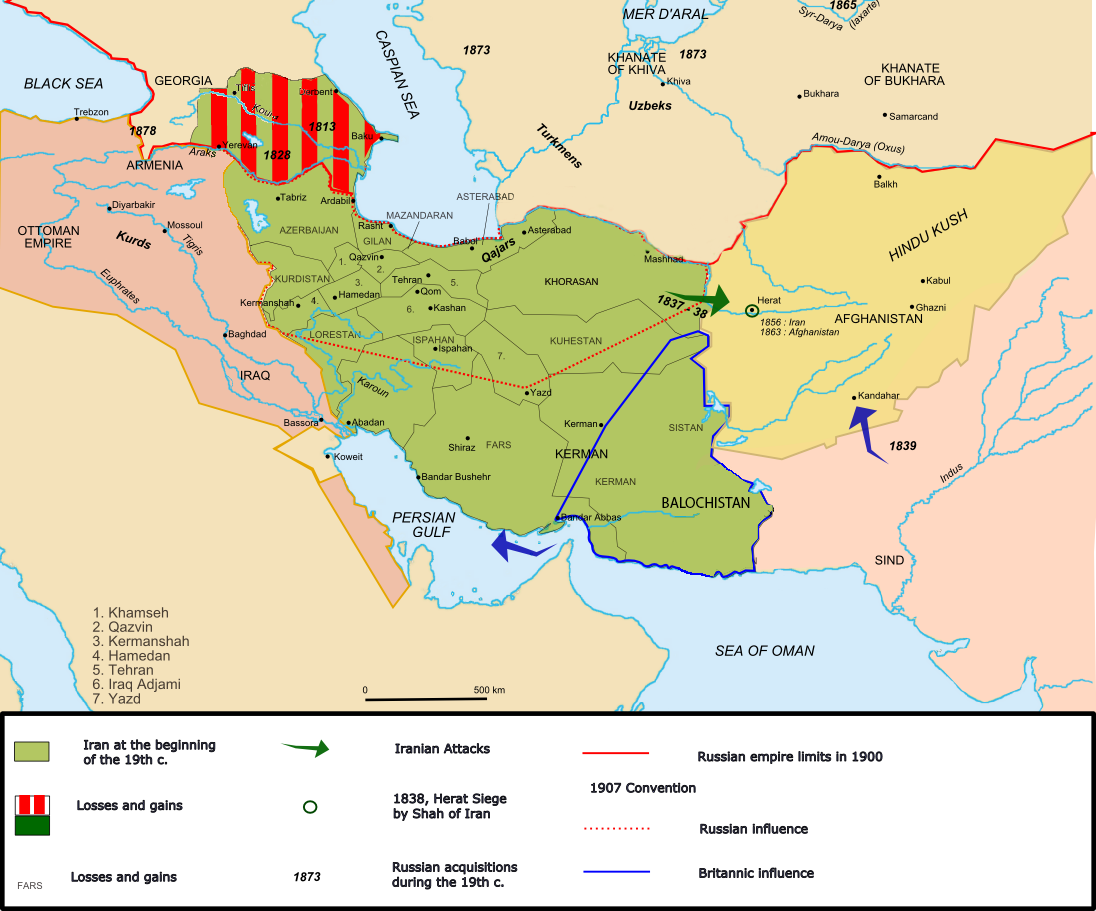
Mésopotamie-Iran-Afghanistan 1800-1900

L'entente anglo-russe  est un terme forgé par les historiens contemporains, par référence à la Triple-Entente. Il s'agit en fait de la signature de règlement de frontières en Asie centrale qui met fin à la méfiance mutuelle de l'Empire russe et de l'Empire britannique, par la convention anglo-russe de 1907.

## Conséquences
L'entente anglo-russe inaugurée avec la signature, le 31 août 1907 à Saint-Pétersbourg en Russie, de la convention anglo-russe, contribue à consolider les relations britannico-russes en déterminant les limites précises de l'influence des deux empires respectifs en Perse, Afghanistan et au Tibet. Cet accord est la conclusion d'une longue lutte d'influence s'étant déroulée dans toute l'Asie centrale. Bien que les deux puissances impériales aient connu peu d'affrontements majeurs les ayant opposées au cours du XIXe siècle, une rivalité sous-jacente, connue sous le nom de « Grand Jeu », a exacerbé la situation au point qu'une solution à l'amiable était activement recherchée au début du XXe siècle.
Une opinion répandue est que ces négociations ont d'abord été menées en vue de forger une alliance politique en réaction à une influence et un pouvoir allemand grandissants. L'une des conséquences de la convention anglo-russe est de mettre un terme à tout espoir d'autonomie de la Perse. L'idée d'un État perse réformé n'était pas ce qui préoccupait en premier lieu les deux puissances ; Saint-Pétersbourg et Londres recherchaient avant tout la stabilité et la domination de la Perse et n'entendaient rien changer. Surtout, la convention représente un geste soigneusement calculé des deux parties par lequel elles choisissent plutôt une alliance puissante plutôt qu'une mainmise potentielle sans partage sur diverses régions d'Asie centrale.